# 인권 교육
인권 교육(human rights education, HRE)은 각 사람이 누려야 할 권리에 대한 지식, 가치, 숙련도를 구축하기 위한 학습 과정이다. 이 교육은 학생들에게 이러한 개념을 자신의 가치관, 의사결정 및 일상 상황에 통합할 수 있는 관점에서 자신의 경험을 검토하도록 가르친다. 국제앰네스티에 따르면, HRE는 사람들에게 권한을 부여하고, 그들의 기술과 행동이 지역사회, 사회, 전 세계적으로 존엄성과 평등을 증진할 수 있도록 훈련시키는 방법이다.
"국가경제 및 사회권 이니셔티브"는 인권교육에서 차별금지의 중요성을 명시했다. 정부는 인종, 성별, 피부색, 종교, 언어, 국가적 또는 사회적 출신, 정치적 또는 개인적 의견, 출생 또는 기타 지위에 대한 편견 없이 이 권리가 행사되도록 해야 한다. 모든 학생, 학부모, 지역사회는 각자의 학교와 교육을 받을 권리에 영향을 미치는 결정에 참여할 권리가 있다.

## 같이 보기
- 민주 교육
- 평화 교육
- 교육공학
- 지속 가능한 발전
- 진보주의 (교육)